# Un début au music-hall
Pour plus de détails, voir Fiche technique et Distribution.
Un début au music-hall ou Rigadin débute au music-hall ou encore Rigadin au music-hall est un film muet français réalisé par Georges Monca, sorti en 1911.

## Fiche technique
- Titre : Un début au music-hall
- Titres alternatifs : Rigadin débute au music-hall ou Rigadin au music-hall
- Réalisation : Georges Monca
- Scénario :
- Photographie :
- Montage :
- Société de production : Société cinématographique des auteurs et gens de lettres (S.C.A.G.L)
- Société de distribution : Pathé Frères
- Pays d'origine :  France
- Langue : film muet avec les intertitres en français
- Métrage : 160 mètres
- Format : Noir et blanc — 35 mm — 1,33:1 — Muet
- Genre :  Comédie
- Durée : 5 minutes 20
- Dates de sortie :
  -  France : janvier 1911

## Distribution
- Charles Prince : Rigadin
- Gaston Prika
- Paul Fromet
- Léon Favey
- Gabrielle Chalon
- André Barally
- Paul Chartrettes
- Paul Polthy
- Paul Calvin
- Desgrez
- Madame MacLean
- Madame d'Eyriel